# Platte City
Pour les articles homonymes, voir Platte.
La ville de Platte City est le siège du comté de Platte, situé dans l'État du Missouri, aux États-Unis. Lors du recensement de 2010, sa population s’élevait à 4 691 habitants.